# Hối Xuyên
Hối Xuyên (chữ Hán giản thể: 汇川区, bính âm: Huìchuān Qū, âm Hán Việt: Hối Xuyên khu) là một quận thuộc địa cấp thị Tuân Nghĩa, tỉnh Quý Châu, Cộng hòa Nhân dân Trung Hoa. Quận này có diện tích 709 ki-lô-mét vuông, dân số năm 2002 là 350.000 người. Mã số bưu chính của quận Hối Xuyên là 563000. Chính quyền huyện đóng ở đường Nam Kinh. Về mặt hành chính, quận Hồng Hoa Cương được chia thành 2 nhai đạo, 6 trấn.
- Nhai đạo: Thượng Hải Lộ, Tẩy Mã Lộ.
- Trấn: Đổng Công Tự, Cao Kiều, Cao Bình, Bản Kiều, Tứ Độ và Đoàn Trạch.
- Hương: